# پیتای پرسروصدا
پیتای پرسروصدا (نام علمی: Pitta versicolor) گونه‌ای پرنده از تیرهٔ پیتا است. پیتای پرسروصدا در شرق استرالیا و جنوب گینه نو پیدا می‌شود. غذای این پرنده کرم خاکی ،حشره و حلزون است. زیستگاه طبیعی این پرنده جنگل‌های مناطق معتدل، جنگل‌های گرمسیری و اکوسیستم‌های موجود در کوه‌های مناطق گرمسیری و نیمه‌گرمسیری است.

## ویژگی‌ها
طول پیتای پرسروصدا ۱۹ تا ۲۱ سانتی‌متر است. وزن نرها ۷۰ الی ۱۱۲ گرم و ماده‌ها ۷۰ الی ۱۲۸ گرم است. پیتای پرسروصدا پرنده‌ای رنگارنگ است. این پرنده نوکی سیاه و پشت گردن و سری خرمایی رنگ دارد. بال‌ها سبز هستند و لبهٔ جلویی فیروزه‌ای دارند و پشت‌شان هم سبز است. گلو، سینه و شکمشان به رنگ زرد لیمویی است. دم‌شان سیاهرنگ و پوشپرهای زیر دم‌شان برنگ نارنجی متمایل به قرمز است.
پرنده‌های جوان‌تر شبیه مسن‌ترها ولی تیره‌تر، با بال‌هایی به رنگ سبز زیتونی، سینه، گلو و چانه به رنگ خاکستری کم‌رنگ، هستند. پایین پرهای خرمایی‌رنگ سر با رنگ سیاه پوشیده شده است و پوشپرهای بال اندکی آبی‌رنگ هستند.

## پراکندگی و زیستگاه

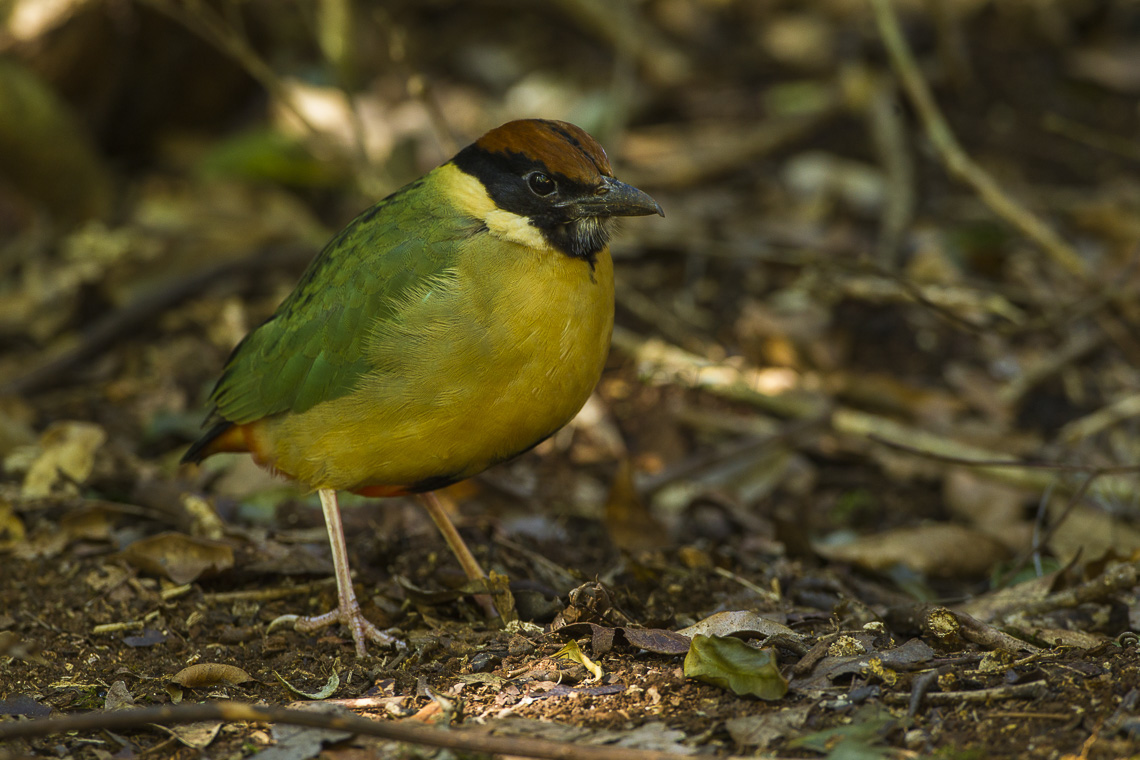
مرتبط

پیتای پرسروصدا در زیستگاه‌های جنگل در امتداد سواحل شرقی استرالیا یافت می‌شود. محدوده پروزش آن از جزایر تنگه تورس و نوک شمالی شبه‌جزیره کیپ یورک تا نیو ساوت ولز/ مرز ویکتوریا گسترش می‌یابد. این پرنده عمدتاً در جنگل‌های بارانی زندگی می‌کند اما گاهی در جنگل‌های خشک و خالی هم دیده می‌شود. خارج از استرالیا آن‌ها ممکن است در گینه نو، جایی که آنها احتمالاً کم گزارش‌شده و مهاجران زمستانی هستند، هم دیده شوند. همچنین گفته شده است که آنها در جنوب گینه نو هم تولیدومثل می‌کنند.

## رفتار

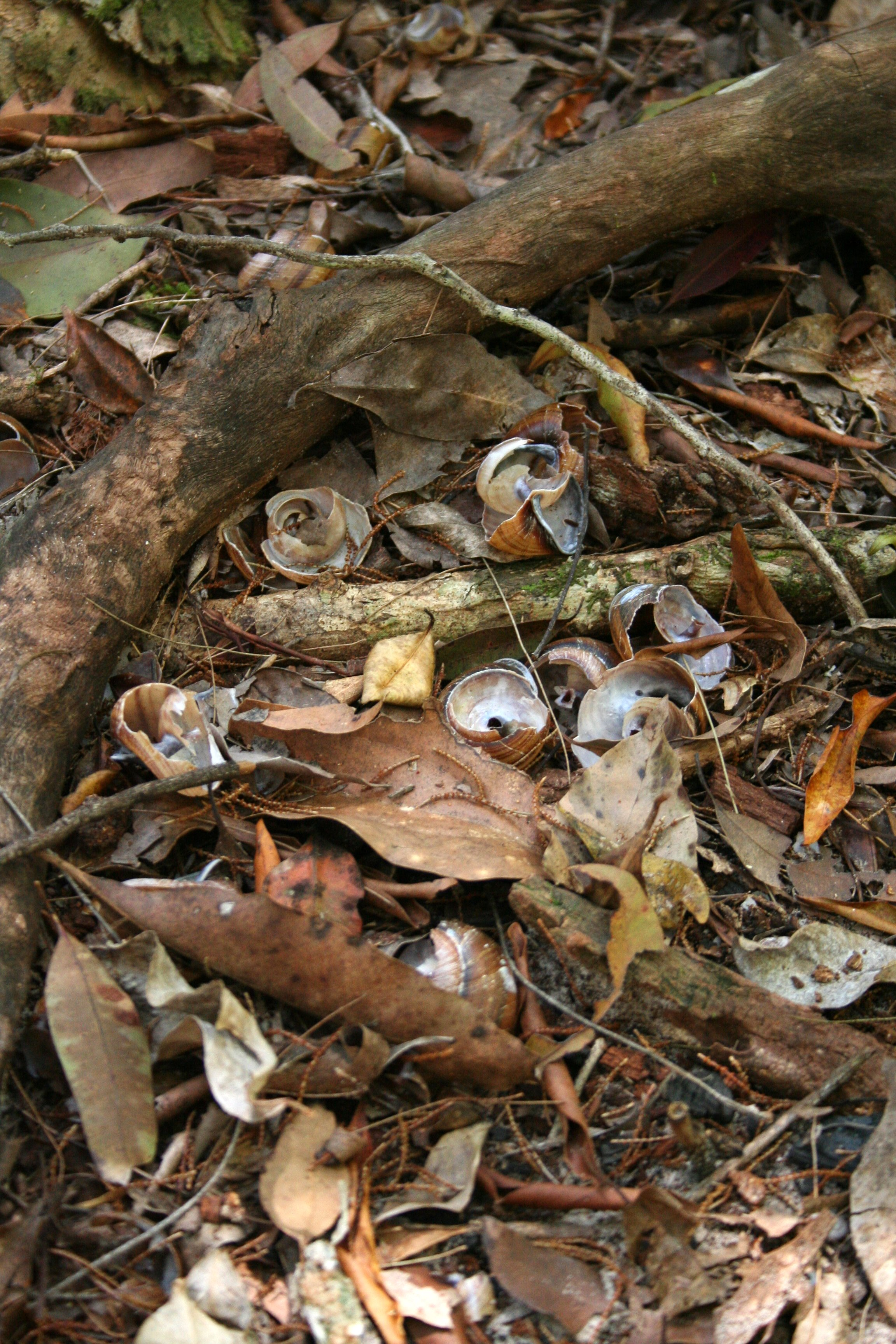
پیتا از پوسته شکسته حلزون خاکی به عنوان «سندان» استفاده می‌کند.

پیتای پرسروصدا پرنده‌ای خجالتی است و اغلب بیش از دیده شدن پرنده صدایش شنیده می‌شود. به همین دلیل گفته شده است که اغلب این گونه هنگام شنیده نشدن صدایشان نادیده گرفته می‌شوند.

## صدا
صدای پیتا اغلب صبح و با اوج ثانویه‌ای در اطراف ظهر شنیده می‌شود. صدایش بعدازظهر، پیش از اوج گرفتن در غروب، دوباره کاهش می‌یابد. آن‌ها شب هم آواز می‌خوانند. به‌طور فصلی، آن‌ها در فصل جفت‌گیری آواز می‌خوانند و تقریباً بین ماه مارس تا اوت هیچ صدایی از آن‌ها شنیده نمی‌شود.
صدای آن‌ها معمولاً دو بار تکرار می‌شود و شامل توالی سه نت صعودی است.